# جون برودهيرست
جون برودهيرست (بالإنجليزية: John Broadhurst)‏ هو كاهن كاثوليكي بريطاني، ولد في 20 يوليو 1942 في هندون (لندن) في المملكة المتحدة.